# Bruno Pittermann
Bruno Pitterman (né le 3 septembre 1905 à Vienne, décédé le 19 septembre 1983), est un homme politique et homme d'État autrichien, qui est, de 1957 à 1967, président du SPÖ (Parti social-démocrate d'Autriche) et vice-chancelier de Julius Raab, Alfons Gorbach et Josef Klaus. Il est aussi président de l'Internationale socialiste de 1964 à 1976.